# Elise Rechichi
Elise Rechichi (11 stycznia 1986 w Perth) – australijska żeglarka sportowa startująca w klasie 470, mistrzyni olimpijska, brązowa medalistka mistrzostw świata.
Złota medalistka igrzysk olimpijskich w 2008 roku w klasie 470 (razem z Tessą Parkinson).
Brązowa medalistka mistrzostw świata w 2008 roku.